# Коллинг (коммуна)
Коллинг (дат. Kolding Kommune) — датская коммуна в составе области Южная Дания. Площадь — 611,57 км², что составляет 1,42 % от площади Дании без Гренландии и Фарерских островов. Численность населения на 1 января 2008 года — 87781 чел. (мужчины — 43766, женщины — 44015; иностранные граждане — 4246). Административный центр находится в бывшем городе Коллинг (основан в XII в.), который в 1970 г. был административно объединён с коммуной.

## История
Коммуна была образована в 2007 году из следующих коммун:
- Коллинг (Kolding)
- Луннерсков (Lunderskov)
- Вамдруп (Vamdrup)
- Эгтвед (Egtved)
- Кристиансфелль (Christiansfeld)

## Железнодорожные станции
- Коллинг (Kolding)
- Луннерсков (Lunderskov)

## Изображения

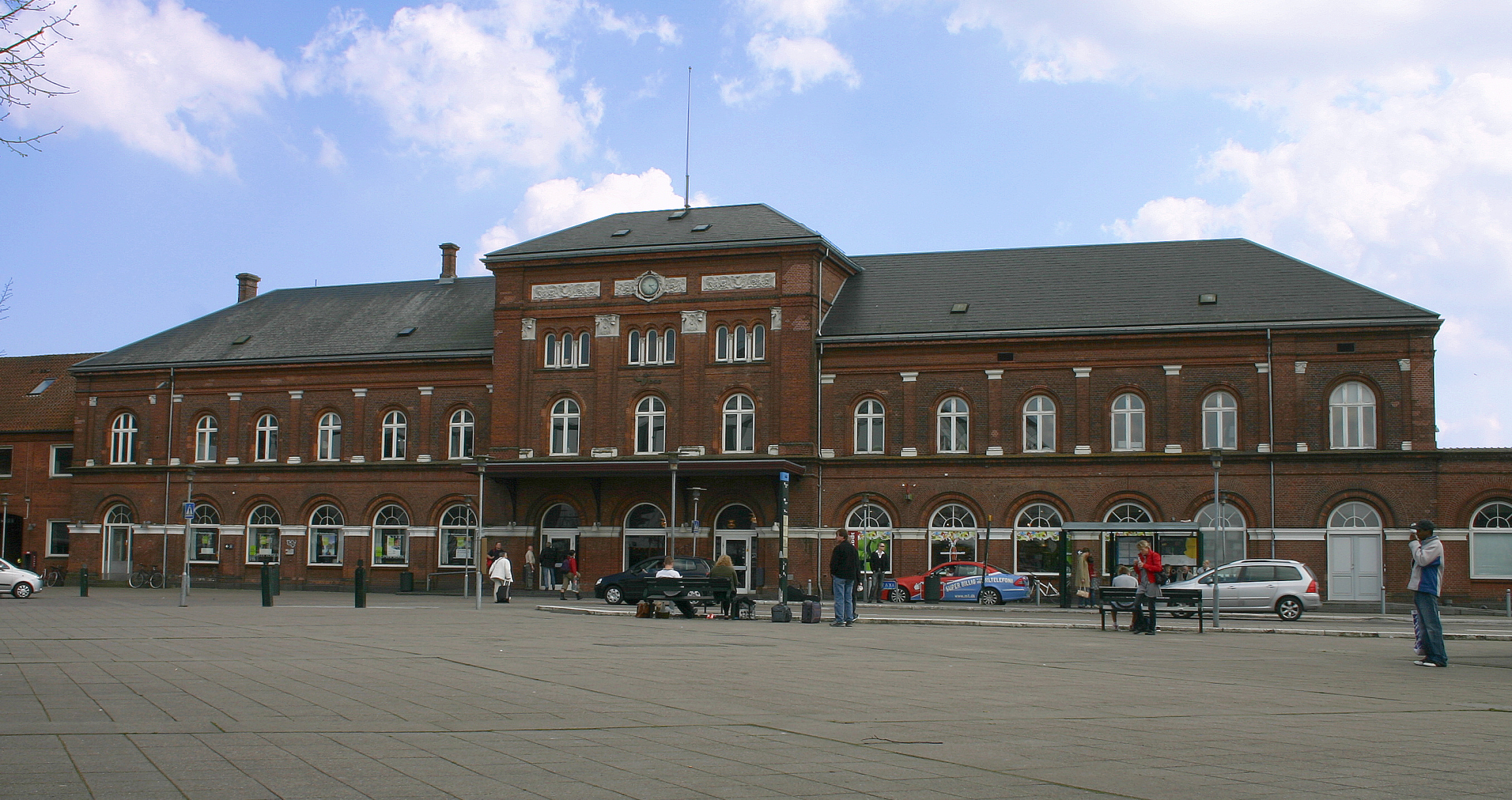
Коллинг
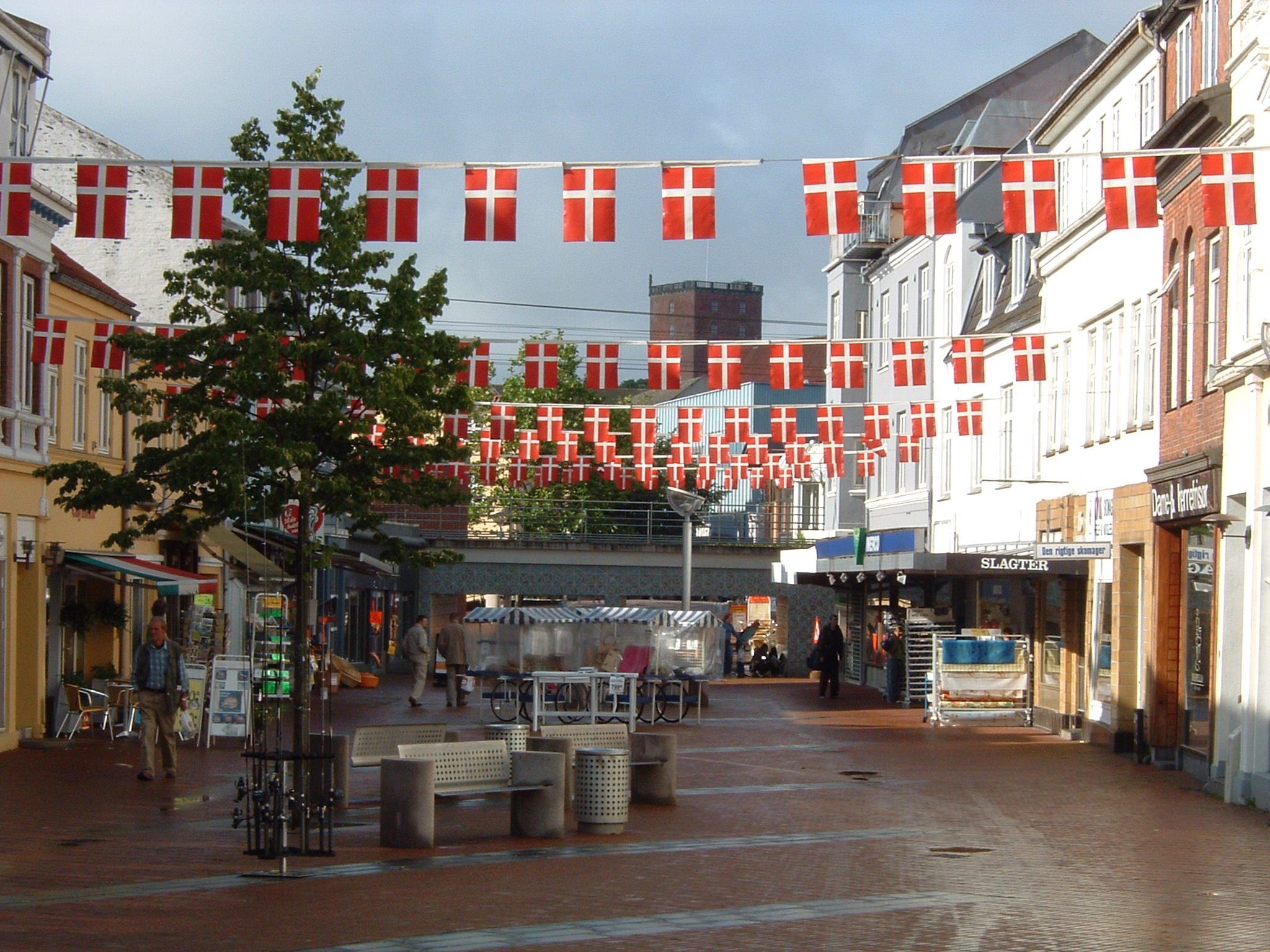